# Versicolorisporium triseptatum
Versicolorisporium triseptatum är en svampart som beskrevs av Sat. Hatak., Kaz. Tanaka & Y. Harada 2008. Versicolorisporium triseptatum ingår i släktet Versicolorisporium, ordningen Pleosporales, klassen Dothideomycetes, divisionen sporsäcksvampar och riket svampar.   Inga underarter finns listade i Catalogue of Life.